# Serrat del Tarter Gros
El Serrat del Tarter Gros és una serra del terme municipal de Salàs de Pallars, al Pallars Jussà. És prop del límit de ponent del municipi amb el terme actual de Tremp, en l'antic municipi de Gurp de la Conca. És un serrat que s'inicia al nord-oest, al Bosc de Salàs, i discorre paral·lel pel nord al barranc de Fontfreda cap al sud-est, fins a arribar a l'alçada del Mas de Balust, que queda al sud del Serrat del Tarter Gros. Pel Serrat del Tarter Gros discorre la carretera local de Salàs de Pallars a Santa Engràcia (poble de Tremp).